# Scotodrymadusa ozkani
Scotodrymadusa ozkani är en insektsart som beskrevs av Erman och Salman 1990. Scotodrymadusa ozkani ingår i släktet Scotodrymadusa och familjen vårtbitare. Inga underarter finns listade i Catalogue of Life.